# Chrysochroa edwardsi
 (janvier 2019).
Si vous disposez d'ouvrages ou d'articles de référence ou si vous connaissez des sites web de qualité traitant du thème abordé ici, merci de compléter l'article en donnant les références utiles à sa vérifiabilité et en les liant à la section « Notes et références ».
Espèce
Chrysochroa edwardsi est une espèce d'insectes coléoptères de la famille des Buprestidae. Elle est originaire de Thaïlande.